# Валентина Бутане
Валентина Бутане (латис. Valentīna Butāne; 9 травня 1929, Даугавпілс, Латвія — 14 березня 2012, Добеле) — латвійська співачка, вокальний педагог.

## Біографія
Народилася 9 травня 1929 в місті Даугавпілсі.
Навчалася в Даугавпілській музичній школі (1940-1952), закінчила вокальне відділення Латвійської державної консерваторії (1957).
Була солісткою жіночого вокального секстету Ризького естрадного оркестру, солісткою Лієпайського театру (1957-1960), вокальним педагогом Єлгавської музичної школи (1960-1984), редактором студії дитячих музичних програм Латвійського радіо (1976-1979).
Була виконавцем першої естрадної пісні, написаної композитором Раймондом Паулсом (1956), записала понад 70 естрадних пісень і опереткових арій.
Померла 14 березня 2012 в Добеле, похована на цвинтарі Віркас.